# Khoai nước
Khoai nước hay môn nước, khoai ngứa (danh pháp hai phần: Colocasia esculenta (L.) Schott) là một loài cây thuộc họ Ráy (Araceae). Đây là cây mọc ở ruộng hạy dựa vào bờ nước, có củ, lá cọng cao 0,3-0,8 m, láng, phiến không thấm nước vì lông mịn như nhung, mo vàng, buồng nở thơm mùi đu đủ. Noãn sào đính phôi trắc mô, nhiều tiểu noãn, phì quả chín màu vàng. Cây môn nước được dùng làm thức ăn gia súc.
Đây là loại cây trồng nhiệt đới để thu làm rau ăn cả thân cây (dưa chua) và củ. Người ta cho rằng đây là một trong những loại cây trồng sớm nhất. Môn nước có quan hệ gần gũi với Xanthosoma và Caladium, các loại cây thường được trồng làm cây cảnh, và giống như chúng, trong tiếng Anh đôi khi môn nước được gọi là tai voi. Dưới dạng cây tươi, cây này độc do có sự hiện diện của oxalat calci, mặc dù các chất độc bị tiêu hủy đi khi nấu chín.
Cây có thể gây dị ứng, ngứa ngáy nếu chạm vào trực tiếp.